# Halifax (Band)
Halifax ist eine Punk-Rock-Band aus Thousand Oaks in Kalifornien, die durch einen Auftritt in der MTV-Sendung The Real World: Austin bekannt wurde. 2006 gewannen sie einen Bandwettbewerb bei MTV2. Sie sind momentan bei dem Label Drive-Thru Records unter Vertrag.

## Geschichte
Mike Hunau und Chris Brant gründeten die Band 2002 ursprünglich als Zeitvertreib. Nachdem sie einige Songs geschrieben hatten, begannen sie nach weiteren Mitgliedern zu suchen und fanden sie in Justin Chlowitz und den Brüdern Dan und Matt Locascio. Von den beiden Letzteren kommt auch der Bandname, da sie in der kanadischen Stadt Halifax an einem Hockeyturnier teilgenommen hatten.
Im März 2003 nahmen sie in Eigenregie ihr erstes Album Start Back at Start auf, welches im Juni desselben Jahres durch das Indie-Label ECA Records veröffentlicht wurde. Kurz danach entschieden Mike und Chris ihre Zusammenarbeit mit den drei anderen wieder zu beenden und fanden in Adam Charles, Kevin Donlon und Tommy Guindon neue Kollegen.
Im Januar 2004 erschien die wieder selbstproduzierte EP A Writer's Reference bei No Milk Records.
Durch Verbindungen zu dem Label Drive-Thru Records – Tommy Guindon hatte dort als Praktikant gearbeitet – hatten sie zuerst die Möglichkeit, für einige von deren Bands als Vorgruppe aufzutreten. Im Juli 2004 erhielten sie dann selbst einen Vertrag bei dem Label. Zu dieser Zeit verließ Kevin Donlon die Band. Er wurde vorübergehend durch Sessionmusiker ersetzt. Erst Ende 2005 wurde in Doug Peyton ein neuer Bassist gefunden.
Im Januar 2005 veröffentlichte Drive-Thru Records die EP A Writer's Reference noch einmal. Danach ging es auf mehrere Touren, u. a. die Dead by Dawn Tour mit From First To Last, die Warped Tour durch die Staaten und die Drive-Thru Invasion Tours durch Europa und Japan. In dieser Zeit haben sie auch den Auftritt bei der MTV-Sendung The Real World, die landesweit ausgestrahlt wurde. Von einem Tag auf den anderen war die Band plötzlich bekannt.
Im Mai 2006 erschien The Inevitability of a Strange World, das dieses Mal mit einem richtigen Produzenten aufgenommen wurde. Bereits in der ersten Woche verkauften sie knapp 7000 Aufnahmen und kamen damit auf Platz 130 der amerikanischen Billboard-Charts. Sie nahmen das Musikvideo Our Revolution auf und traten in einer NBC-Talkshow von Carson Daly auf. Im Dezember 2006 nahmen sie bei dem Bandwettbewerb Dew Circuit Breakout von MTV2 teil und gewannen.

## Diskografie

### Alben
- 2003: Start Back at Start
- 2004: A Writer's Reference (EP, Re-Release 2005)
- 2006: The Inevitability of a Strange World

### Singles
- 2004: Sydney
- 2006: Our Revolution